# کندسر (کلاچای)
کندسر یک روستا در ایران است که در بخش کلاچای شهرستان رودسر در استان گیلان واقع شده‌است. کندسر ۱۰۵ نفر جمعیت دارد.

## جمعیت
این روستا در دهستان ماچیان قرار دارد و براساس سرشماری مرکز آمار ایران در سال ۱۳۸۵، جمعیت آن ۱۰۵ نفر (۳۳ خانوار) بوده‌است.